# 액체 수소
액체수소는 수소를 극저온 영하의 온도로 냉각시켜 액화한 것이다. 액체산소를 산화제로 하여, 우주로켓의 연료로 사용한다. 극저온 연료에 해당한다. 1981년 미국의 컬럼비아 우주왕복선이 액체수소를 사용한 것으로 유명하다.
등유 등에 비해서 이론상으로 물, 오존, 과산화수소 만이 나오는 저공해 연료이다.
영국의 화학자 제임스 듀어가 처음으로 개발에 성공했다.
대한민국은 1990년대 후반 액체수소 연구를 시작하였으나 국내 수요가 적다는 이유로 정부 연구지원이 종료되기도 했다. 그러나 항공우주 기술분야에서 다양하게 활용됨에 따라 액체수소가 다시 주목받기 시작했으며, 2014년 처음으로 액체수소를 생산하고 저장할 수 있는 원천기술을 개발했다. 현재 수소버스 등의 연료로 사용되고 있다.

## 같이 보기
- 산업 가스
- 금속성 수소